# Moucherolle du Roraima
Myiophobus roraimae
Espèce
Synonymes
- Myiobius roraimae

Statut de conservation UICN

 LC  : Préoccupation mineure
Le Moucherolle du Roraima (Myiophobus roraimae) est une espèce de passereau placée dans la famille des Tyrannidae.

## Systématique
Le Moucherolle du Roraima a été décrit en 1883 par Osbert Salvin et Frederick DuCane Godman sous le nom scientifique de Myiobius roraimae.

## Sous-espèces
Cet oiseau est représenté par 3 sous-espèces :
- Myiophobus roraimae roraimae (Salvin & Godman, 1883) : du Sud-Est de la Colombie à l'Est de l'Équateur, au Sud du Venezuela, à l'Ouest du Guyana et à l'Ouest du Brésil ;
- Myiophobus roraimae rufipennis Carriker, 1932 : localement au Sud-Est du Pérou (de la région de San Martín à celle de Puno), à l'Est de la Colombie (Mitú), en Équateur (cordillère de Cucutú et cordillère du Condor) et au Nord-Ouest de la Bolivie (Cerro Asunta Pata)[1],[2] ;
- Myiophobus roraimae sadiecoatsae (Dickerman & W. H. Phelps, 1987)[3] : sur le Pico da Neblina, à la frontière entre le Sud du Venezuela et le Nord-Ouest du Brésil[2].

## Liens externes

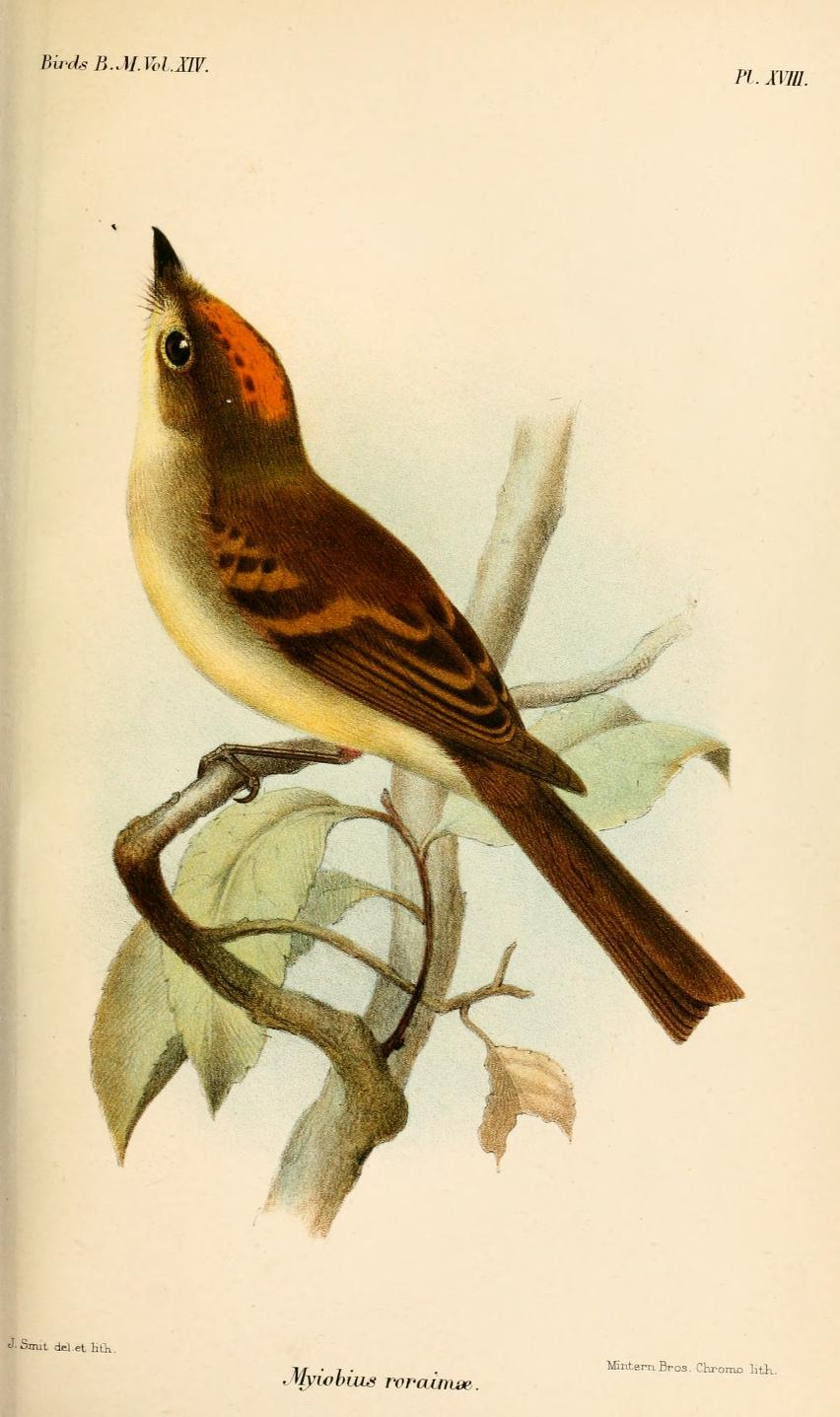
Gravure de Myiophobus roraimae par Joseph Smit (1888).